# غودشانة (فسارود)
غودشانة (بالفارسية: گودشانه) هي قرية تقع في إيران في البلدة المركزية. يقدر عدد سكانها بـ 281 نسمة بحسب إحصاء 2016.